# 灰头文鸟
灰头文鸟（学名：Lonchura caniceps），是梅花雀科文鸟属的一种，为巴布亚新几内亚的特有种。该物种的保护状况被评为无危。
灰头文鸟的平均体重约为8.0克。栖息地包括亚热带或热带的（低地）湿润疏灌丛、亚热带或热带的（低地）干燥疏灌丛、牧草地、城市、耕地、湿地、干燥的稀树草原、灌溉地、亚热带或热带的（低地）干草原、乡村花园和亚热带或热带的湿润低地林。